# 余市蒸溜所

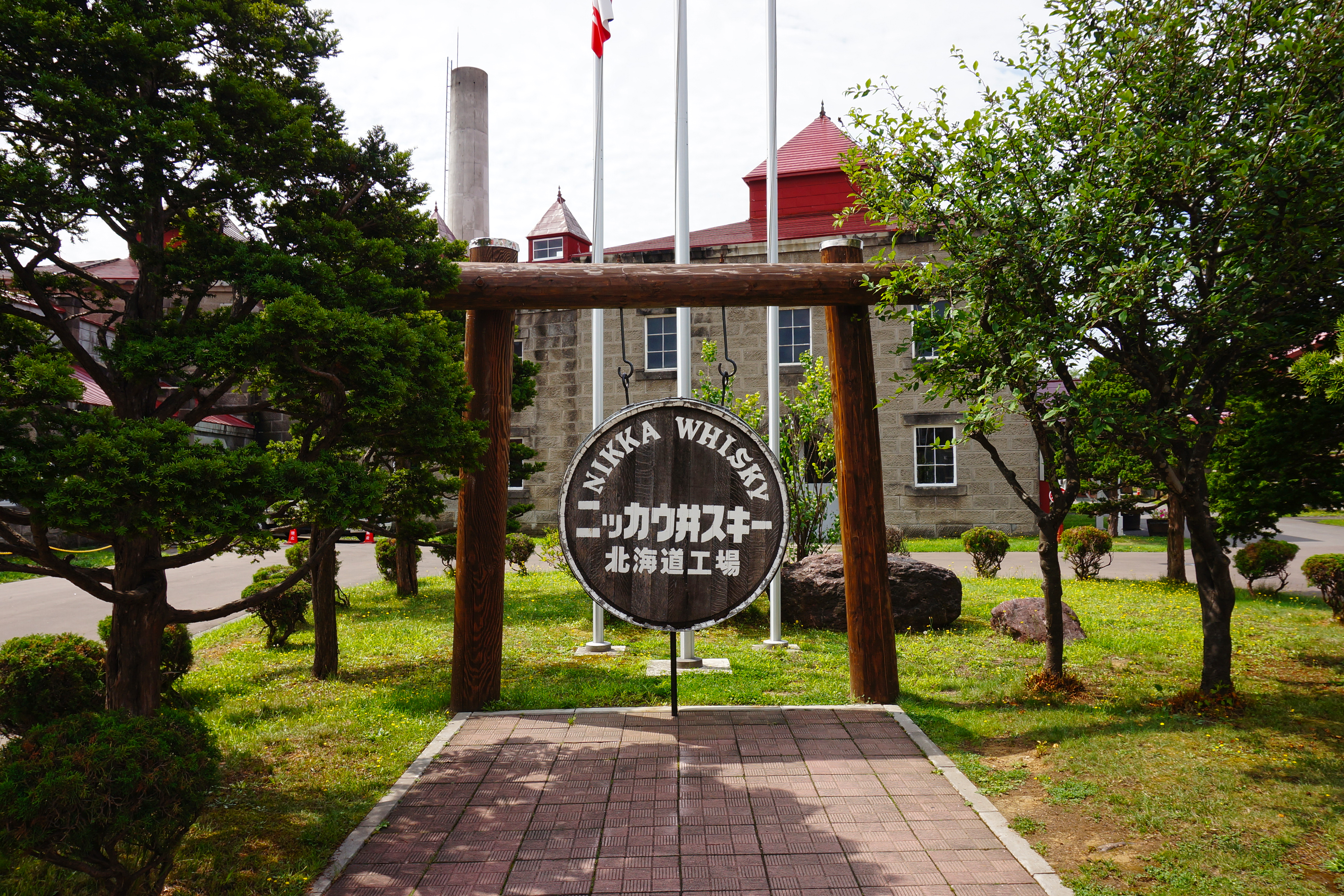
蒸溜所内の大樽看板（2013年8月）

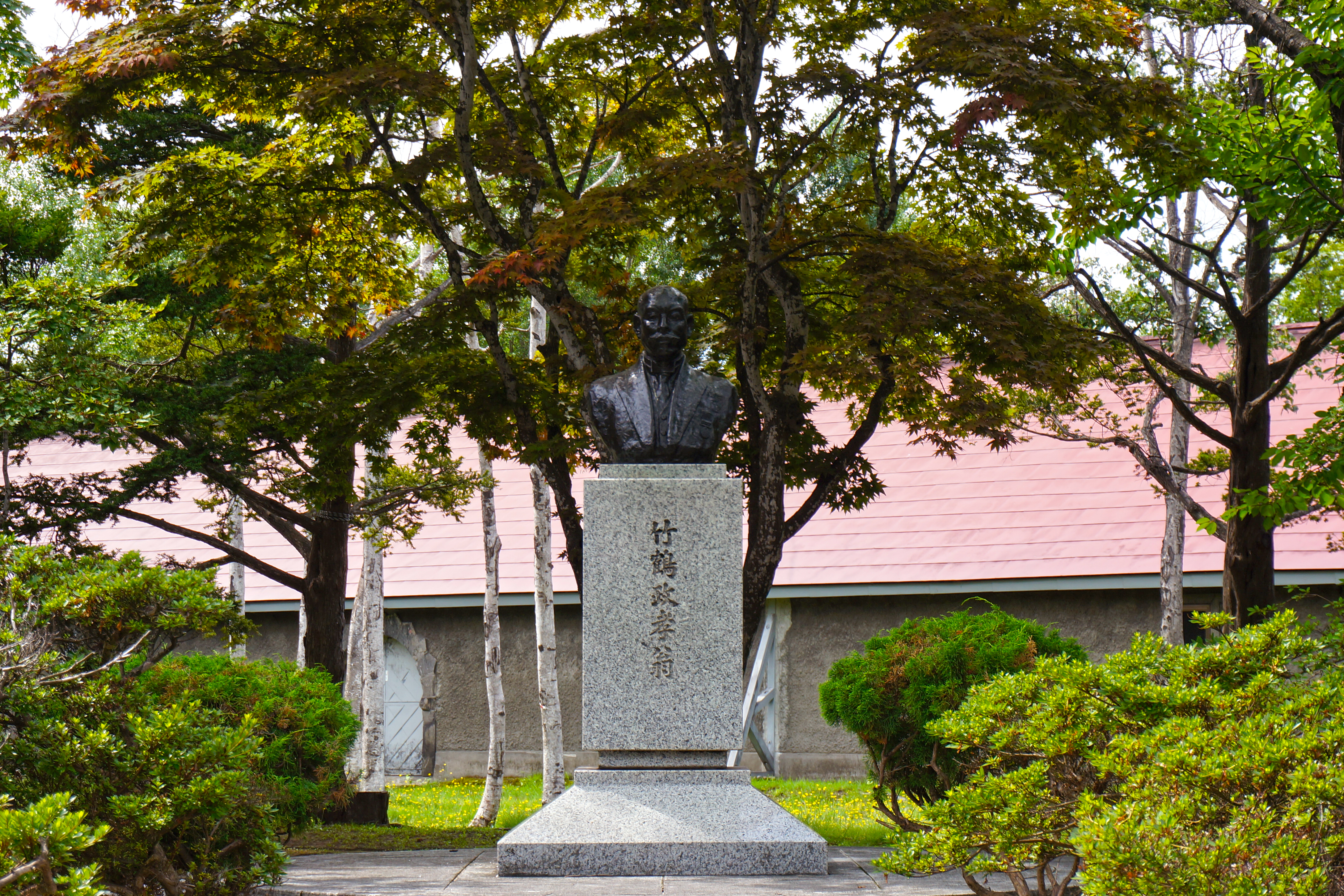
竹鶴政孝像（2013年8月）

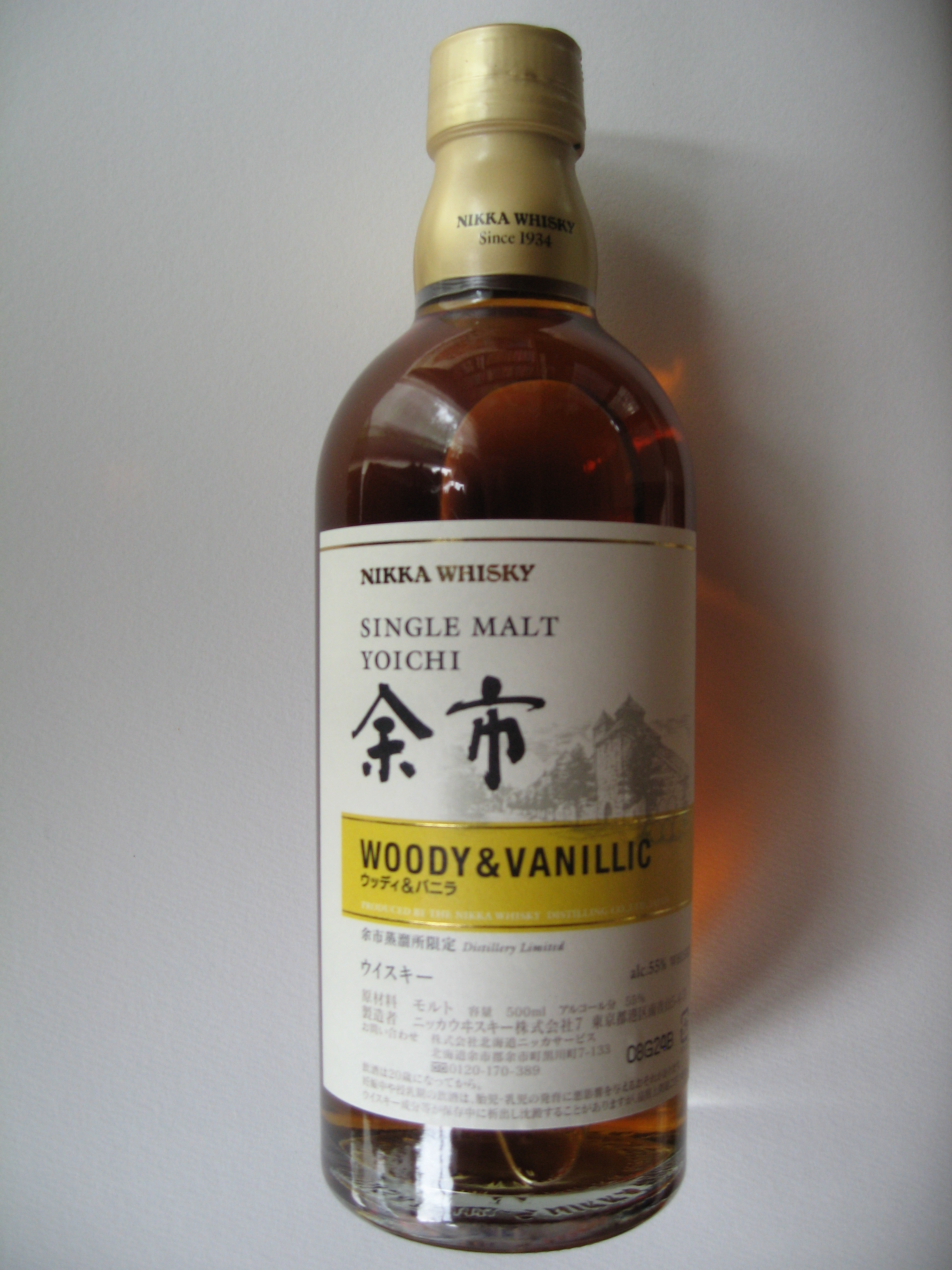
余市蒸留所限定のシングルモルト

余市蒸溜所（よいちじょうりゅうしょ、英: Yoichi Distillery）は、北海道余市郡余市町にあるアサヒグループホールディングスの機能子会社であるニッカウヰスキーの工場（蒸溜所）。正式名称は、ニッカウヰスキー北海道工場余市蒸溜所。10棟が国の重要文化財に指定されている。

## 概要
ニッカウヰスキーの創業地であり、竹鶴政孝がウイスキーづくりの理想の地を求めてスコットランドに似た気候風土を備えていた余市に蒸溜所を建設した。蒸溜所では現在世界で唯一とされる昔ながらの「石炭直火蒸溜」を行って「品質第一主義」を貫いており、日本国内で初となるザ・スコッチ・モルト・ウイスキー・ソサエティ（SMWS）認定のモルトウイスキー蒸溜所になった。また、「ニッカウヰスキー余市蒸溜所」として「北海道遺産」に選定されているほか、蒸溜所内の建造物9棟が国の「登録有形文化財」に登録され、「余市町のウイスキー醸造関連遺産（ニッカウヰスキー（株）北海道工場）」として経済産業省の「近代化産業遺産」に認定されている。観光地としても人気があり、トリップアドバイザーから「エクセレンス認証」を授与されている。
2021年（令和3年）11月19日に余市町教育委員会の推薦で、「旧事務所」（余市町指定有形文化財）、「事務所棟」「貯蔵棟」「リキュール工場」「第一乾燥塔」「第二乾燥塔」「研究所・居室（現リタハウス）」（以上国の登録有形文化財）、「第二貯蔵庫」の10棟の国の重要文化財への指定が答申され、2022年（令和4年）2月9日に指定された。

## 歴史
1934年（昭和9年）、寿屋（現在のサントリー）を退社した竹鶴政孝は、かねてからウイスキーづくりの適地としていた北海道での工場建設を実現しようとしていた。竹鶴政孝が目指したのはスコッチ・ウイスキーであり、ハイランドの蒸溜所と同じように力強くしっかりとした味わいのモルト（麦芽）原酒をつくることであった。北海道には原料や燃料となる大麦、石炭、ピート（泥炭）、酵母の入手が容易であり、寒冷地の気候に加えて良質な水や樽に必要な木材も豊富にあるため、ウイスキーづくりに必要な条件が揃っていた。当初は現在の江別市を工場予定地にしていたが、予定地が氾濫する恐れのあることがわかったために断念し、酒造家で資本家でもあった但馬八十次の紹介もあって余市での工場建設を決めた。余市は三方を山に囲まれて北には日本海があり、適度な湿度を持ちながらも澄んだ空気や余市川の良質な水があるなどの諸条件を満たしていたほか、果汁の原料となるリンゴの産地であることも工場建設の決め手になった。ウイスキーが熟成するには長い年月を必要とするため、まずはリンゴジュースをつくってウイスキーづくりを支えようと考え、同年に「大日本果汁株式会社」を設立した。1935年（昭和10年）の冬になって、ウイスキーを蒸溜するためのポットスチル（単式蒸溜器）が1器届き、翌年から製造を始めた。1940年（昭和15年）の第1号「ニッカウヰスキー」発売後、程なくしてウイスキーなどは贅沢品として製造販売が制限された。その後、余市蒸溜所は大日本帝国海軍の指定工場となったためウイスキーは海軍が買い上げることになったが、物資が乏しい中でも大麦の配給を受けることができたため、原酒を作り続けることができた。
- 1934年（昭和09年）：「大日本果汁」設立し、余市に工場完成[1]。
- 1935年（昭和10年）：「ニッカ林檎汁」（リンゴジュース）発売[1]。
- 1936年（昭和11年）：ウイスキー・ブランデーの製造開始[1]。
- 1940年（昭和15年）：「ニッカウヰスキー」「ニッカブランデー」第1号発売[1]。
- 1952年（昭和27年）：「ニッカウヰスキー」と社名変更し、本社が東京に移転[1]。
- 1980年（昭和55年）：旧事務所が「大日本果汁株式会社（ニッカウヰスキー株式会社）工場創立事務所 」として町の「指定文化財」になる[18]。
- 1989年（平成元年）：「シングルモルト余市」発売[1]。
- 2001年（平成13年）：ニッカウヰスキーがアサヒビールと営業統合[1]。「シングルカスク余市」がウイスキー・マガジン『ベスト・オブ・ベスト』最高得点獲得[1][19]。
- 2002年（平成14年）：ザ・スコッチ・モルト・ウイスキー・ソサエティ（SMWS）認定のモルトウイスキー蒸溜所になる[1]。「ニッカウヰスキー北海道工場余市蒸溜所」として平成14年度「緑化優良工場経済産業大臣表彰」受賞[20]。
- 2004年（平成16年）：「ニッカウヰスキー余市蒸溜所」として「北海道遺産」選定[2]。
- 2005年（平成17年）：建造物9棟が国の「登録有形文化財」に登録[3]。
- 2007年（平成19年）：「余市町のウイスキー醸造関連遺産（ニッカウヰスキー（株）北海道工場）」として経済産業省の「近代化産業遺産」認定[4]。
- 2008年（平成20年）：「シングルモルト余市 1987」がウイスキー・マガジン『ワールド・ウイスキー・アワード』（WWA）シングルモルトウイスキー部門で世界最高賞受賞[1][19]。
- 2014年（平成26年）：「日本の洋酒産業と地域振興への貢献」の功績により「北海道新聞文化賞」を受賞[21]。
- 2016年（平成28年）：西川浩一工場長が『アイコンズ・オブ・ウイスキー』（IOW）の「ワールド・ベスト・ディスティラリー・マネージャー」受賞[22][23]。

- 2022年（令和4年）:建造物10棟が国の重要文化財に指定（国の登録有形文化財の登録と、余市町指定有形文化財の指定は抹消）[24][25]。

## 施設
余市蒸溜所正門
事務所棟
国の重要文化財、近代化産業遺産。
見学者待合室
ガイド付き見学は30分毎に案内している（予約制）。重要文化財、近代化産業遺産。
乾燥棟（キルン塔）
第一乾燥棟、第二乾燥棟は重要文化財、近代化産業遺産。
粉砕・糖化棟
見学不可。
醗酵棟
見学不可。
蒸溜棟
単式蒸溜器（ポットスチル）が並んでいる。釜の上部に注連縄が施されているのは、竹鶴政孝の生家が日本酒の蔵元（竹鶴酒造）であったことに由来している。重要文化財、近代化産業遺産。
混和棟
登録有形文化財。
旧事務所
竹鶴政孝の事務所として1934年（昭和9年）に建設。余市町指定文化財であり、企業内の建物としては北海道内で初めて文化財に指定された。現在は国の重要文化に指定されている（町の文化財指定は抹消）。
リタハウス
1931年（昭和6年）建設。工場の操業開始後にウイスキー製造の研究室として使用していた。見学不可。登録有形文化財、近代化産業遺産。
製樽棟
見学不可。
旧竹鶴邸
1935年（昭和10年）に竹鶴政孝・リタ夫妻の住居として工場内に建設。後に余市町の郊外山田町に移設するが、2002年（平成14年）に再び工場内に移築・復元した。玄関ホールと庭園を一般公開している。重要文化財、近代化産業遺産。
一号貯蔵庫
創業時に建てられた貯蔵庫。見学用に開放しているため、空樽を設置している。重要文化財、近代化産業遺産。
ウイスキー博物館→ニッカミュージアム
ウイスキー館：ウイスキーに関する情報や道具を展示。有料の試飲コーナーあり。
ニッカ館：竹鶴政孝と竹鶴リタの生い立ちを資料やパネルで展示。
ニッカ会館・レストラン 樽
無料試飲会場。レストランの営業時間は11:00〜16:00（ラストオーダー15:30）。
ディスティラリーショップ ノースランド
売店。

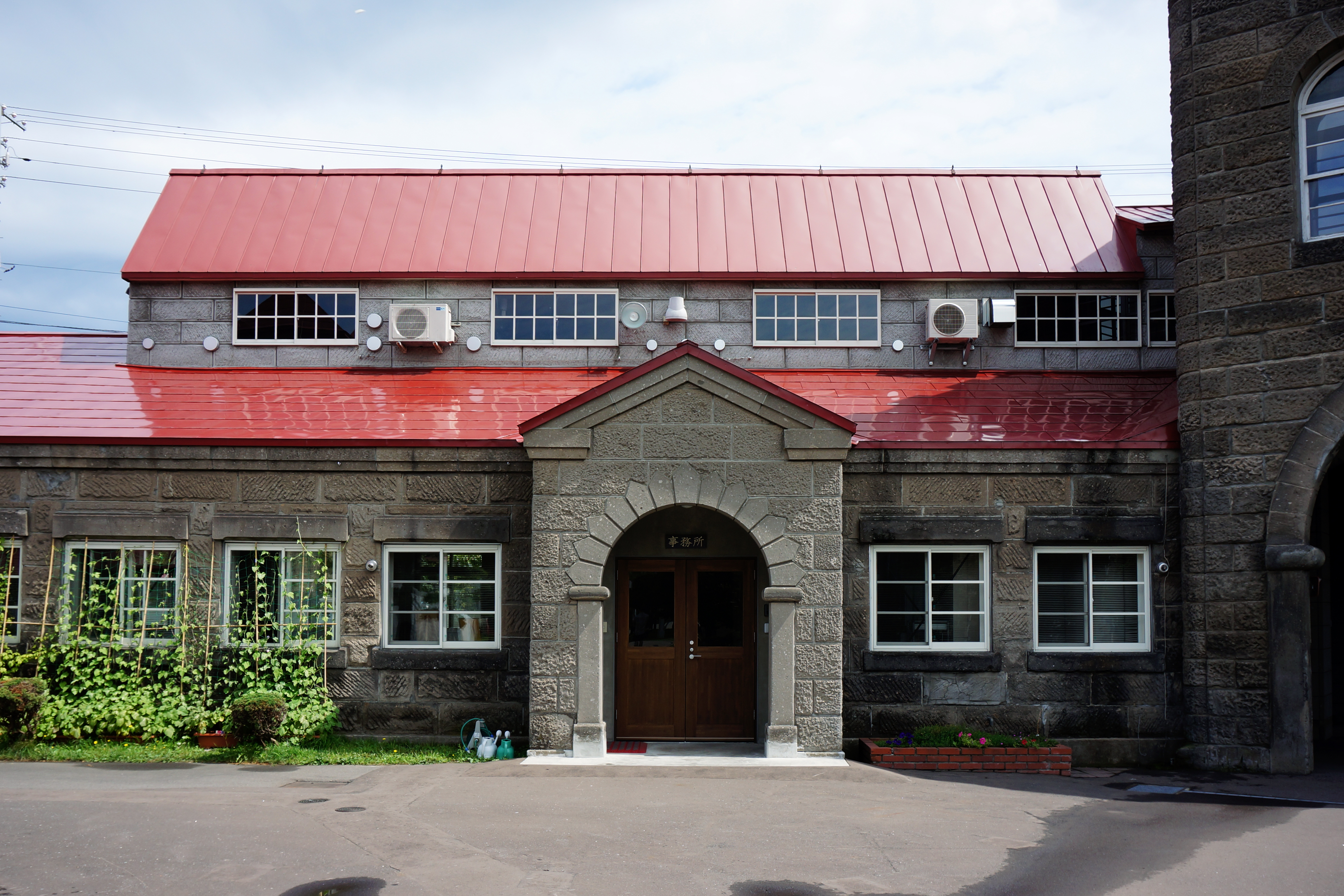
事務所棟（2013年8月）
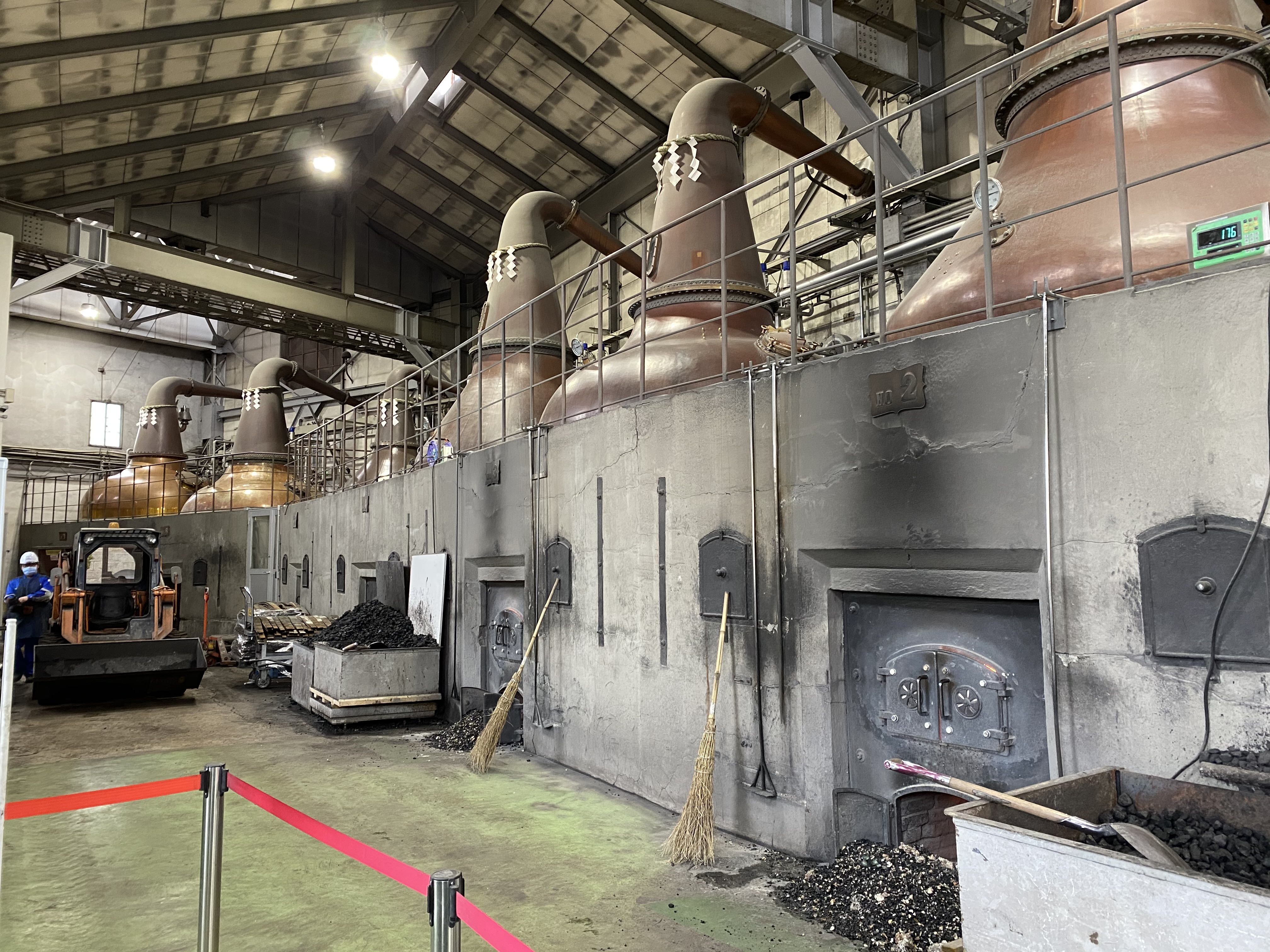
単式蒸溜器（ポットスチル）
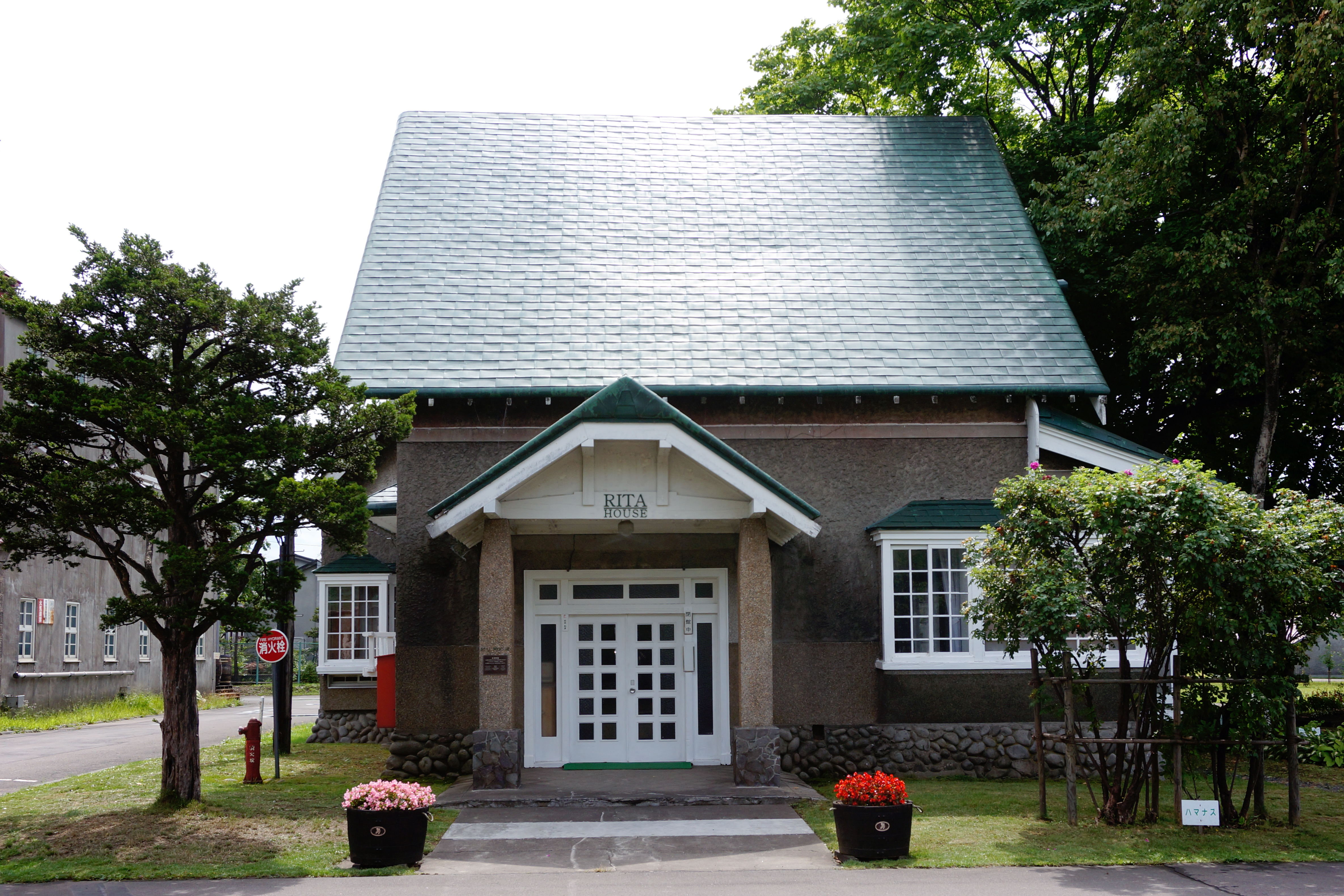
リタハウス（2013年8月）
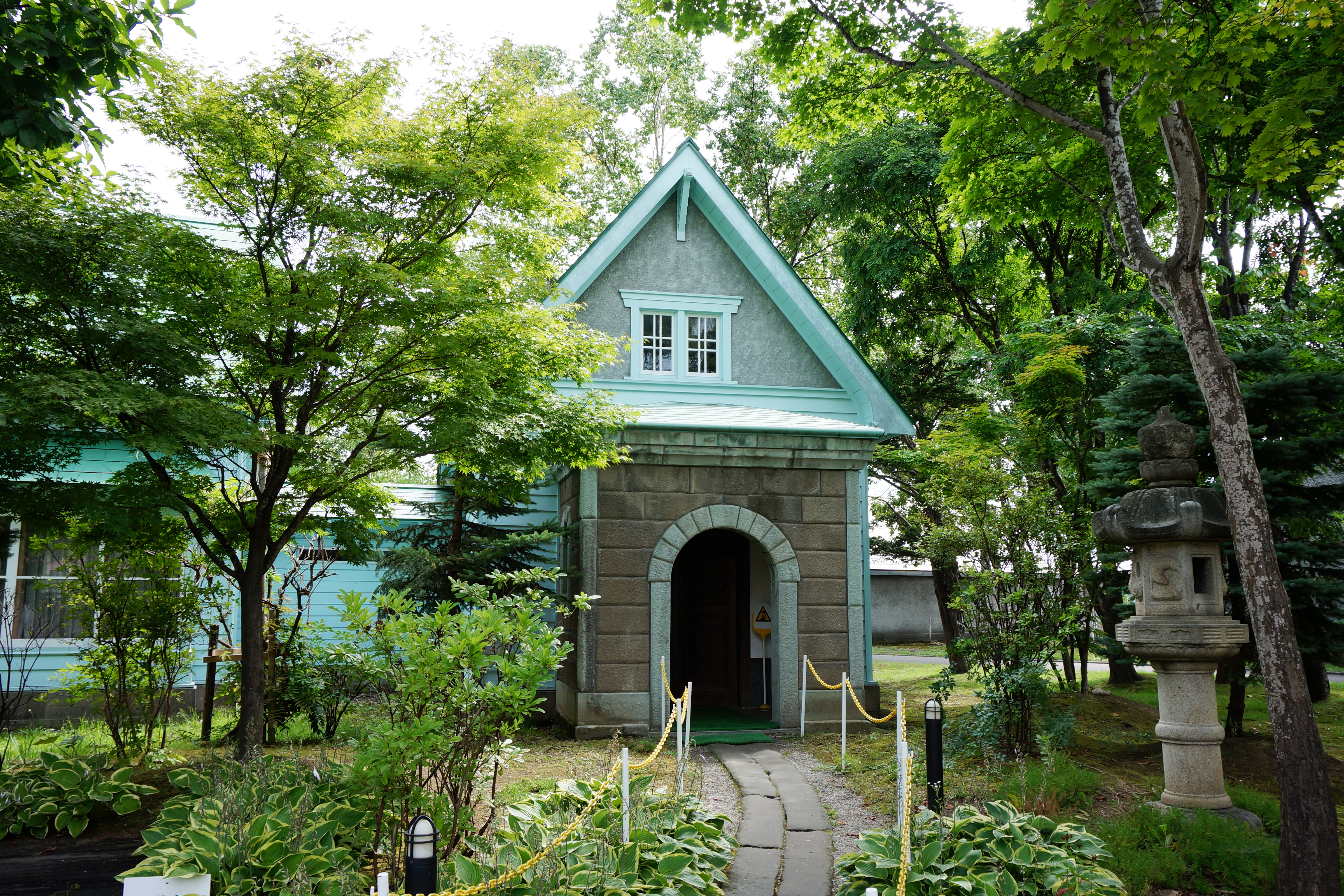
旧竹鶴邸（2013年8月）
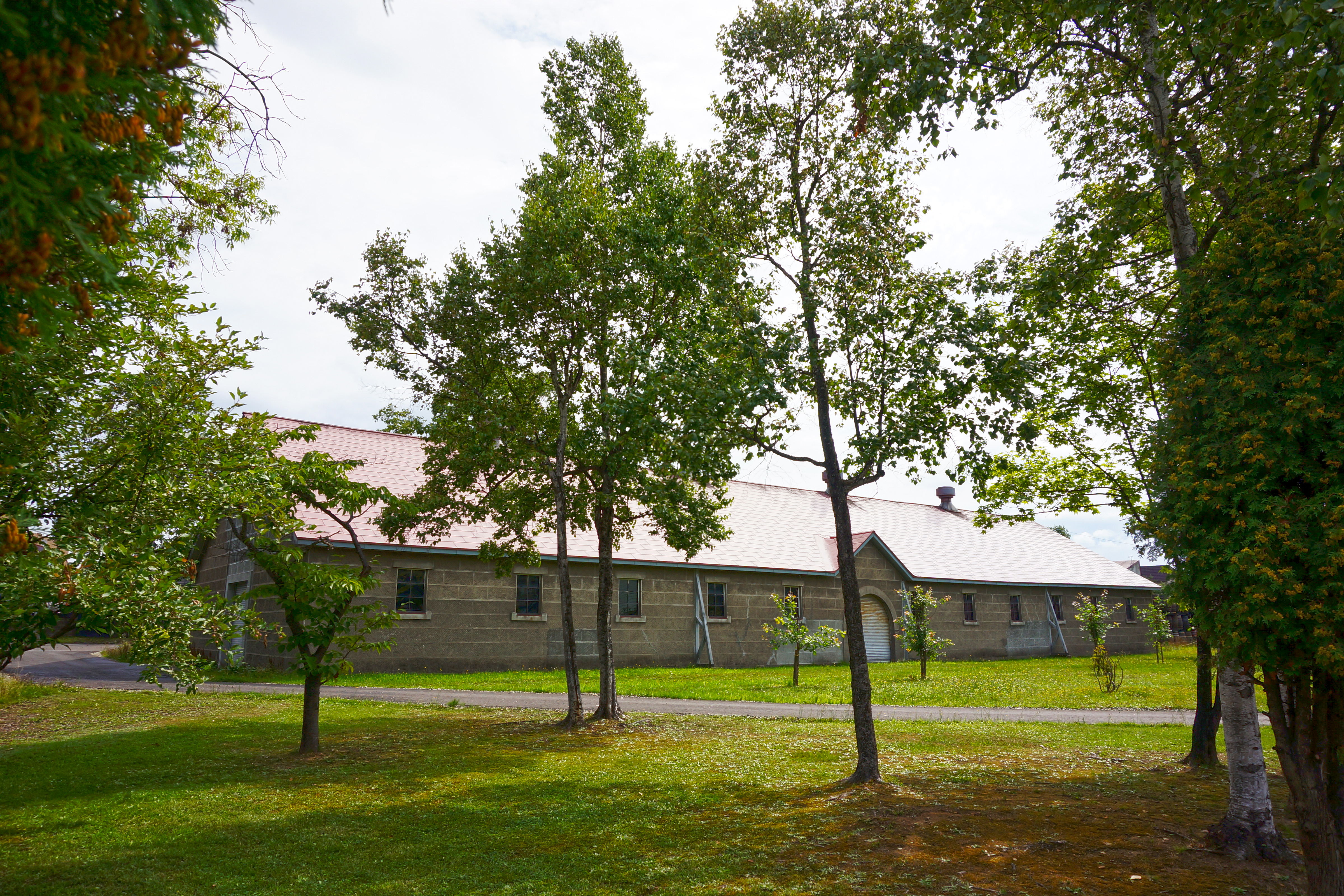
一号貯蔵庫（2013年8月）
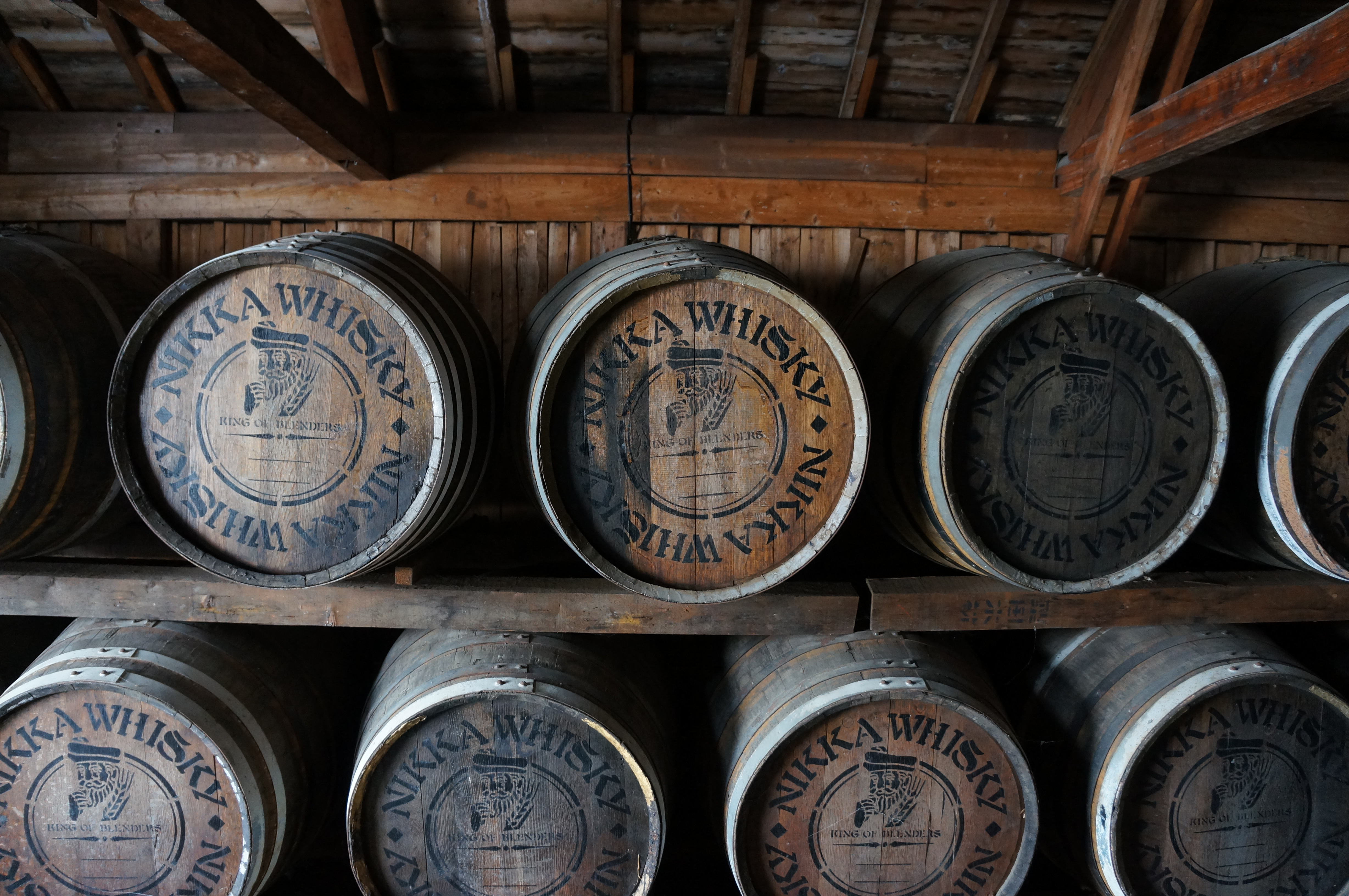
樽（2015年3月）
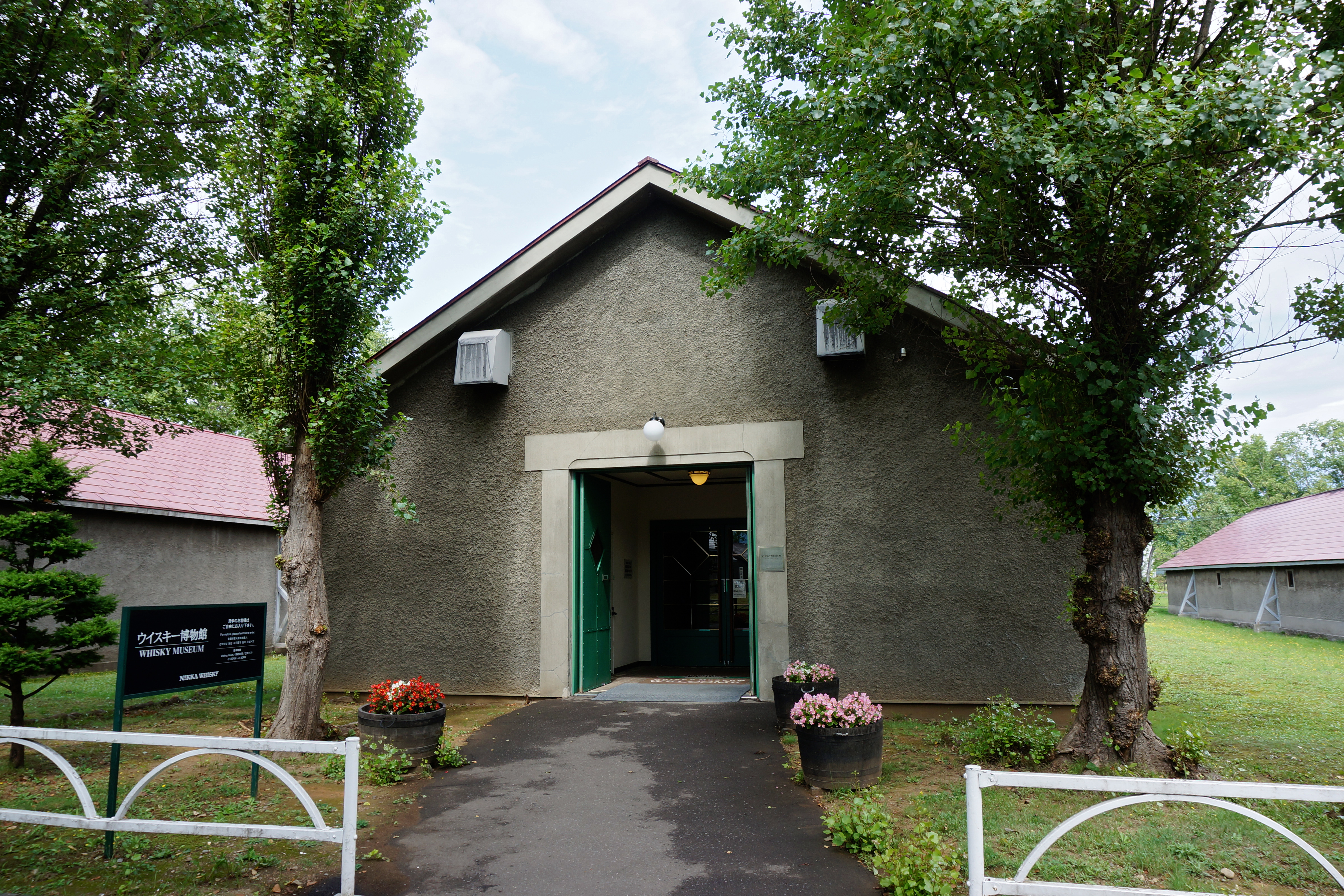
ウイスキー博物館（2013年8月）
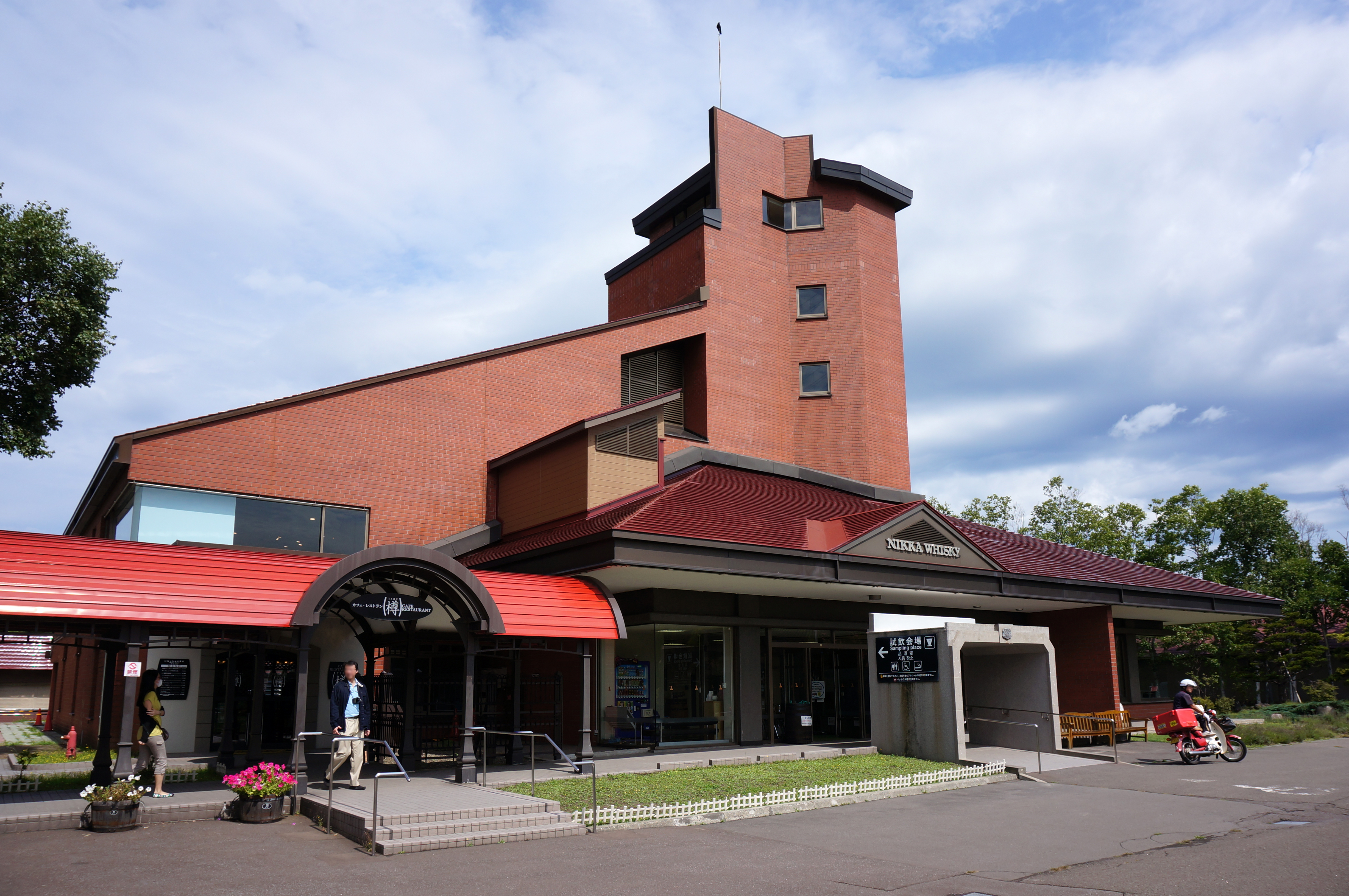
ニッカ会館・レストラン 樽（2013年8月）
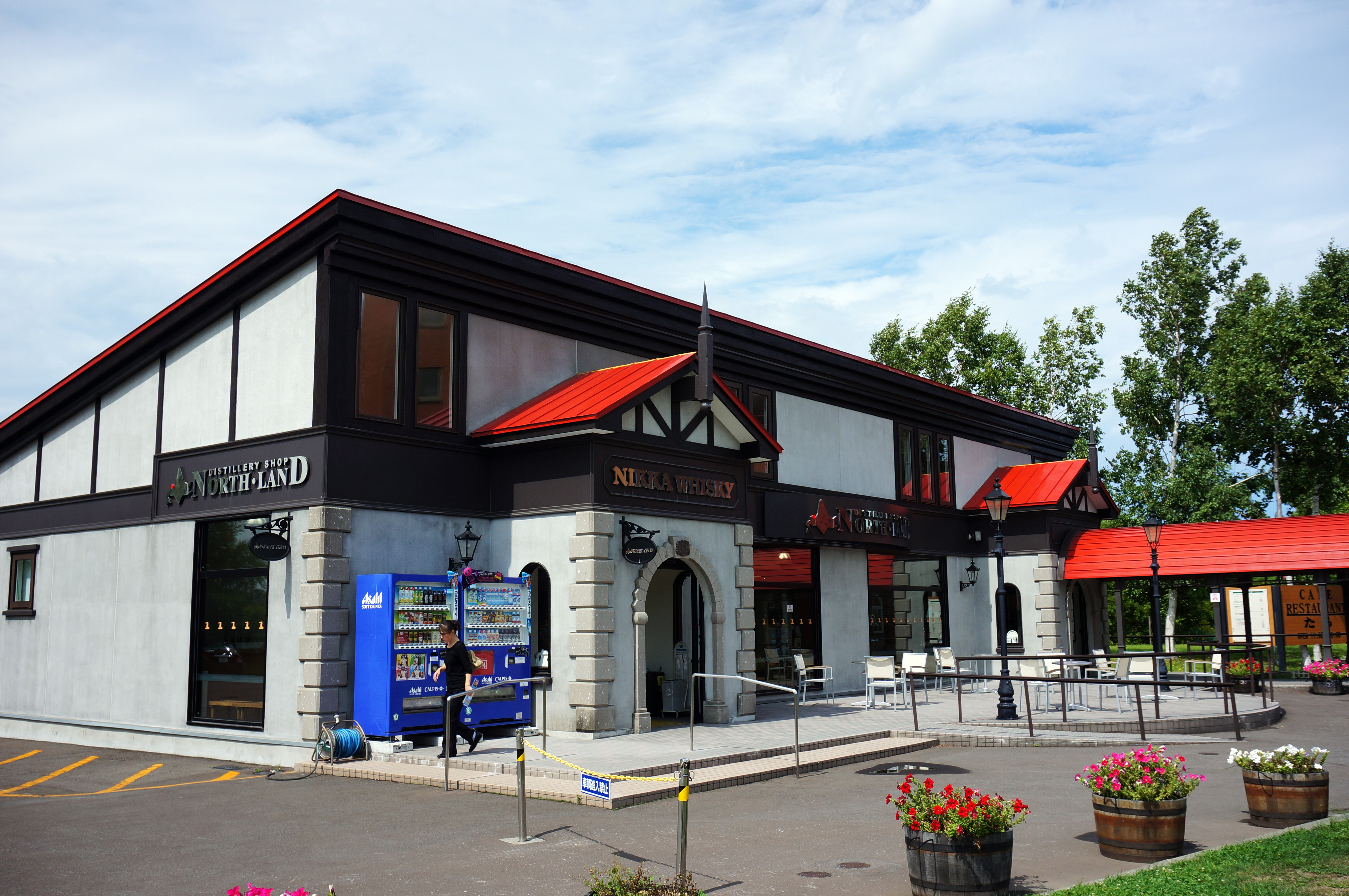
ディスティラリーショップ ノースランド（2013年8月）
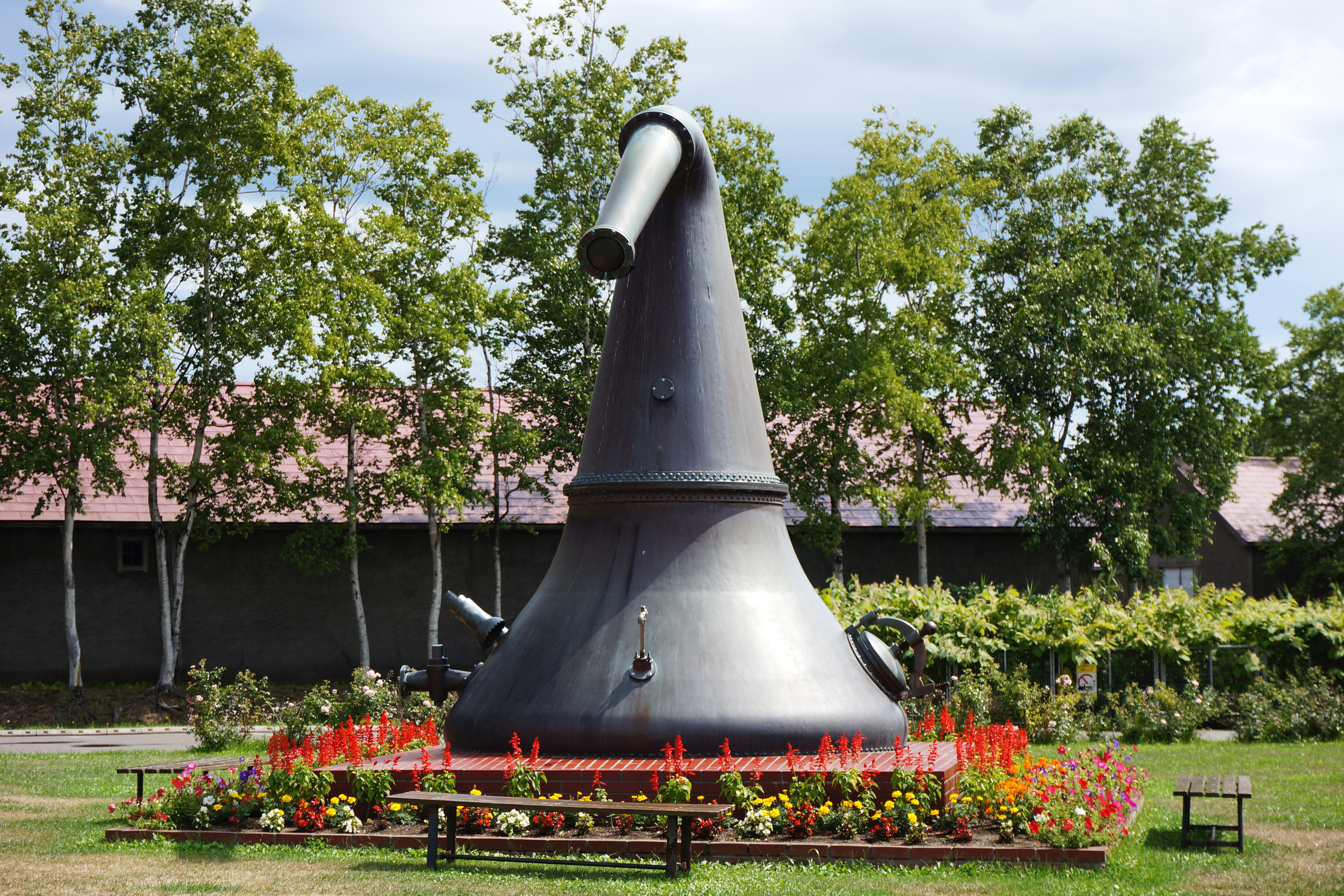
ポットスチルのオブジェ（2013年8月）

## アクセス・駐車場
国道229号（リタロード）沿い。
- 北海道旅客鉄道（JR北海道）余市駅から徒歩約2分〜3分
- 小樽市から車で約30分
- 札幌市から車で約1時間30分
- 新千歳空港から車で約2時間30分
- 駐車場
  - ニッカウヰスキー工場駐車場
  - 道の駅スペース・アップルよいち駐車場
  - 黒川第一町営駐車場（有料）
  - 黒川第二町営駐車場（有料）